# Ajuga dictyocarpa
Ajuga dictyocarpa là một loài thực vật có hoa trong họ Hoa môi. Loài này được Hayata mô tả khoa học đầu tiên năm 1919.